# Joan Gamisans Arabí
Joan Gamisans Arabí (Eivissa, Balears, 22 d'agost de 1879 - Madrid, 23 de juliol de 1933) fou un cantant i compositor eivissenc.
El 1912 guanyà per oposició una plaça de tenor en la Reial Capella de s'ha Majestat. És autor de les òperes espanyoles A mucho amor, mucho perdón, La Sulamita, Noche gaditana, Mari Sol i d'altres.
Lluitador incansable en pro de l'òpera espanyola, va organitzar diverses campanyes en aquest sentit, sent la més important la que s'anuncià el maig de 1920 en el Teatre Reial a base de produccions inèdites de diversos compositors espanyols, entre ells Bretón, i que no arribà a efectuar-se degut a l'oposició del comissari reial d'aquell coliseu.
Més tard posà en escena les òperes citades anteriorment en teatres de províncies, sense que el teatre oficial del país fes cap intent de protecció que tant necessitava l'art de la nació.
A final del mes de juliol de 1930 va fundar l'Orfeó de Música Eivissenc.